# 長沼町
長沼町（ながぬまちょう）は、北海道空知総合振興局管内南部にある町。北広島市の東に隣接する。町名は町域（長沼町西1線北15番地付近）にあったアイヌ語で「タンネトー」という沼に由来しており、和名で細長い沼を意味していることから「長沼」と名付けられた。

## 地理
空知総合振興局南部に位置する。東部は丘陵地帯（馬追（マオイ）の丘）、西部は平野が広がる。
- 山：長官山 - 3代目北海道庁長官渡辺千秋が、この地域の視察のために登ったことに由来する。
- 河川：夕張川、旧夕張川、千歳川

### 隣接している自治体
- 空知総合振興局：岩見沢市、南幌町、栗山町、由仁町
- 石狩振興局：北広島市、恵庭市、千歳市

### 気候
| 長沼（1991年 - 2020年）の気候      | 長沼（1991年 - 2020年）の気候 | 長沼（1991年 - 2020年）の気候 | 長沼（1991年 - 2020年）の気候 | 長沼（1991年 - 2020年）の気候 | 長沼（1991年 - 2020年）の気候 | 長沼（1991年 - 2020年）の気候 | 長沼（1991年 - 2020年）の気候 | 長沼（1991年 - 2020年）の気候 | 長沼（1991年 - 2020年）の気候 | 長沼（1991年 - 2020年）の気候 | 長沼（1991年 - 2020年）の気候 | 長沼（1991年 - 2020年）の気候 | 長沼（1991年 - 2020年）の気候 |
| 月                                 | 1月                           | 2月                           | 3月                           | 4月                           | 5月                           | 6月                           | 7月                           | 8月                           | 9月                           | 10月                          | 11月                          | 12月                          | 年                            |
| ---------------------------------- | ----------------------------- | ----------------------------- | ----------------------------- | ----------------------------- | ----------------------------- | ----------------------------- | ----------------------------- | ----------------------------- | ----------------------------- | ----------------------------- | ----------------------------- | ----------------------------- | ----------------------------- |
| 最高気温記録 °C （°F）             | 7.1 (44.8)                    | 11.7 (53.1)                   | 16.9 (62.4)                   | 25.4 (77.7)                   | 31.2 (88.2)                   | 31.4 (88.5)                   | 35.7 (96.3)                   | 36.3 (97.3)                   | 31.1 (88)                     | 25.2 (77.4)                   | 20.5 (68.9)                   | 14.1 (57.4)                   | 36.3 (97.3)                   |
| 平均最高気温 °C （°F）             | −1.9 (28.6)                   | −0.9 (30.4)                   | 3.4 (38.1)                    | 10.7 (51.3)                   | 16.7 (62.1)                   | 20.6 (69.1)                   | 24.1 (75.4)                   | 25.5 (77.9)                   | 22.3 (72.1)                   | 15.8 (60.4)                   | 8.0 (46.4)                    | 0.7 (33.3)                    | 12.1 (53.8)                   |
| 日平均気温 °C （°F）               | −6.2 (20.8)                   | −5.3 (22.5)                   | −0.7 (30.7)                   | 5.8 (42.4)                    | 11.4 (52.5)                   | 15.6 (60.1)                   | 19.5 (67.1)                   | 21.0 (69.8)                   | 17.3 (63.1)                   | 10.7 (51.3)                   | 3.8 (38.8)                    | −3.1 (26.4)                   | 7.5 (45.5)                    |
| 平均最低気温 °C （°F）             | −11.7 (10.9)                  | −11.1 (12)                    | −5.4 (22.3)                   | 1.1 (34)                      | 6.9 (44.4)                    | 11.8 (53.2)                   | 16.3 (61.3)                   | 17.5 (63.5)                   | 12.7 (54.9)                   | 5.7 (42.3)                    | −0.4 (31.3)                   | −7.8 (18)                     | 3.0 (37.4)                    |
| 最低気温記録 °C （°F）             | −25.9 (−14.6)                 | −28.7 (−19.7)                 | −22.6 (−8.7)                  | −9.9 (14.2)                   | −1.5 (29.3)                   | 3.7 (38.7)                    | 8.3 (46.9)                    | 9.0 (48.2)                    | 2.1 (35.8)                    | −3.7 (25.3)                   | −14.9 (5.2)                   | −22.0 (−7.6)                  | −28.7 (−19.7)                 |
| 降水量 mm （inch）                 | 59.8 (2.354)                  | 50.3 (1.98)                   | 47.1 (1.854)                  | 49.8 (1.961)                  | 81.4 (3.205)                  | 77.4 (3.047)                  | 111.1 (4.374)                 | 152.5 (6.004)                 | 132.7 (5.224)                 | 97.5 (3.839)                  | 80.4 (3.165)                  | 68.6 (2.701)                  | 1,003.9 (39.524)              |
| 平均降水日数 （≥1.0 mm）           | 14.9                          | 13.3                          | 11.6                          | 9.7                           | 10.7                          | 8.6                           | 10.0                          | 11.0                          | 11.2                          | 11.9                          | 13.4                          | 14.7                          | 142.5                         |
| 平均月間日照時間                   | 91.5                          | 107.9                         | 156.6                         | 164.7                         | 185.8                         | 157.1                         | 141.8                         | 147.7                         | 158.8                         | 145.3                         | 105.5                         | 85.2                          | 1,647.7                       |
| 出典1：Japan Meteorological Agency |                               |                               |                               |                               |                               |                               |                               |                               |                               |                               |                               |                               |                               |
| 出典2：気象庁                      |                               |                               |                               |                               |                               |                               |                               |                               |                               |                               |                               |                               |                               |

## 沿革
- 1887年（明治20年） - 開基。第一鍬者、吉川鉄之助及び渡辺伝二は馬追原野の夕張河畔に入り、木村勇次郎は開拓連絡のため一時札幌に留まる。
- 1892年（明治25年） - 北海道庁令第5号を以て長沼村成立。村名設定にあたり、開拓功労者の名をとり吉川村との意見もあったが吉川は固辞し、村内の沼タンネト（アイヌ語：細長い沼）にちなみ長沼村と村名を決定する。
- 1895年（明治28年） - 由仁外3村戸長役場（現由仁町）から長沼村戸長役場として独立する。
- 1902年（明治35年） - 二級町村制、夕張郡長沼村。
- 1907年（明治40年） - 一級町村制。
- 1930年（昭和5年） - 夕張鉄道開通、長沼駅の設置に伴い北市街地生れる。
- 1936年（昭和11年） - 新夕張川通水、開村40周年（独立戸長役場設置以来）両祝賀会、開村以来の盛事となる。
- 1941年（昭和16年） - 学生義勇軍が大学排水を掘削する。
- 1942年（昭和17年） - 辻村もと子小説「馬追原野」を発表する。
- 1952年（昭和27年） - 町制施行、長沼町。
- 1968年（昭和43年）
  - 5月31日 - 防衛庁（現：防衛省）が地対空ミサイル「ナイキ-J（ナイキ・ハーキュリーズ）」部隊一個中隊を長沼町馬追山に配備することを発表。
  - 6月4日 - 反対共斗会議結成6月8日 長沼中央小学校校庭で「ミサイル基地阻止全道集会」開かれる。
  - 6月10日 - 町議会緊急議員協議会開かれ、17議員町長の条件付受入に賛成し、馬追山水源かん養保安林解除に同意する。
  - 6月14日 - 町議会ミサイル反対の請願を不採択、以後賛成・反対の両派激烈な斗争に入る（長沼ナイキ事件も参照）。
- 1971年（昭和46年） - 防衛施設周辺整備事業や防音工事がはじまり、ミサイル部隊が移駐する。
- 1973年（昭和48年） - 開基第一鍬者吉川鉄之助の生地、水沢市（現：奥州市）と姉妹都市締結。
- 1974年（昭和49年） - 基地周辺整備事業や防音対策による道路、民生、福祉の公共的施設の充実と、市街地商店の近代化や導入工場の操業開始。夕張鉄道の旅客輸送45年間の幕を閉じ栗山-野幌間22キロ廃止。
- 1987年（昭和62年） - 長沼町開基100年。
- 1994年（平成6年） - ナイキの運用が終了しパトリオットミサイル配備（第11高射隊,第24高射隊）。
- 1997年（平成9年） - 道の駅マオイの丘公園完成（道内37番目）。
- 2005年（平成17年） - 「長沼町さわやか環境づくり条例」が成立。
- 2011年（平成23年） - 基地交付金が1,232万8千円まで縮小[4]。
- 2013年（平成25年） - 「非核・平和のまち宣言」採択[5]。広報誌に掲載[6]。
- 2015年（平成27年）- 6月市議会で薮田亨議員の「終戦70周年の今年、平和の尊さを忘れない取組が必要」との質問に、戸川町長が「戦争の記憶を次世代に継承していく」と答弁[7]。

## 行政
- 町長 齋藤良彦

## 財政

### 平成18年度
- 財政力指数 0.25
- 経常収支比率 88.5%
- 標準財政規模 50億2374万円
- 人口一人当たり地方債現在高 126万8712円
- 実質公債費比率 21.6%
- 人口1000人当たりの職員数 10.13人 北海道市町村平均 8.70人
  - 内訳 一般職員126名（うち技能労務職2名）、教育公務員1名 合計127名
- 町職員一人あたり給料月額31万7200円 （すべての職員手当を含まない数字）
- ラスパイレス指数94.4 全国町村平均 93.9
- 町職員一人当たり人件費概算値（年額） 907万9189円 （人件費/職員数127名）

地方債等の残高
- 1普通会計分の債務 159億0300万円
- 2特別会計分の債務 84億3800万円
- 3関係する一部事務組合分の債務 6億5300万円 （債務x負担割合の合計）

地方債等の合計 249億9400万円 （連結会計）
- 長沼町民一人当たりの地方債等残高 199万3937円

## 姉妹都市・提携都市

### 国内
- 岩手県奥州市
  - かつて明治時代に現在の岩手県奥州市水沢出身の吉川鉄之助がこの地域を開拓したのが縁で、1973年（昭和48年）5月9日に旧・水沢市と姉妹都市提携した。
- 福島県須賀川市
  - 旧・長沼町と町名が同じことから1997年（平成9年）8月28日に友好親善協定を締結。須賀川市に合併したのちも交流が続いている[8][9]。

## 経済
農業（稲作、畑作、果樹栽培）が盛ん。
味付けジンギスカン・レジャー施設ハイジ牧場が有名。カボチャの空中栽培が行われている。ぶら下げると全体が鮮やかな色になる。

### 企業立地
- DHC長沼工場
- ホクレン農業総合研究所
- タキイ種苗長沼研究農場
- 日本農薬長沼ナーセリー
- 雪印種苗北海道研究農場
- MAOI
- 長沼成吉思汗
- かねひろ

### 農協
- ながぬま農業協同組合（JAながぬま）
- 北海道農業共済組合（NOSAI北海道）
  - 南空知支所・南空知家畜診療所

### 金融機関
- 空知信用金庫長沼支店
- 北海道銀行長沼支店
- JAバンク北海道（北海道信用農業協同組合連合会）JAながぬま本所・北長沼支所

### 郵便局
- 長沼郵便局（集配局）
- 北長沼郵便局
- 南長沼郵便局

### 宅配便
- ヤマト運輸：千歳主管支店由仁センター（由仁町）
- 佐川急便：岩見沢営業所（岩見沢市）
- 日本通運：岩見沢支店（岩見沢市）

## 公共機関

### 警察
- 栗山警察署
  - 長沼交番
  - 北長沼駐在所
  - 南長沼駐在所

### 消防
- 南空知消防組合
  - 長沼支署
  - 北長沼分遣所
  - 南長沼分遣所

### 医療
- 町立長沼病院

## 行政機関
- 北海道立総合研究機構農業研究本部中央農業試験場
- 航空自衛隊長沼分屯基地

## 地域

### 人口
| |                                        |  |
| 長沼町と全国の年齢別人口分布（2005年） | 長沼町の年齢・男女別人口分布（2005年） |  |
| ■紫色 ― 長沼町 ■緑色 ― 日本全国 | ■青色 ― 男性 ■赤色 ― 女性              |  |
| 長沼町（に相当する地域）の人口の推移 \| 1970年（昭和45年） \| 14,850人 \| \| \| 1975年（昭和50年） \| 13,797人 \| \| \| 1980年（昭和55年） \| 13,354人 \| \| \| 1985年（昭和60年） \| 12,921人 \| \| \| 1990年（平成2年） \| 12,282人 \| \| \| 1995年（平成7年） \| 12,293人 \| \| \| 2000年（平成12年） \| 12,452人 \| \| \| 2005年（平成17年） \| 12,401人 \| \| \| 2010年（平成22年） \| 11,702人 \| \| \| 2015年（平成27年） \| 11,076人 \| \| \| 2020年（令和2年） \| 10,289人 \| \| |                                        |  |
| 総務省統計局 国勢調査より |                                        |  |
| 1970年（昭和45年） | 14,850人                               |  |
| 1975年（昭和50年） | 13,797人                               |  |
| 1980年（昭和55年） | 13,354人                               |  |
| 1985年（昭和60年） | 12,921人                               |  |
| 1990年（平成2年） | 12,282人                               |  |
| 1995年（平成7年） | 12,293人                               |  |
| 2000年（平成12年） | 12,452人                               |  |
| 2005年（平成17年） | 12,401人                               |  |
| 2010年（平成22年） | 11,702人                               |  |
| 2015年（平成27年） | 11,076人                               |  |
| 2020年（令和2年） | 10,289人                               |  |

## 教育

### 高等学校
- 北海道長沼高等学校

### 中学校
- 長沼町立長沼中学校

### 小学校

#### 町立
- 長沼町立長沼小学校

#### 私立
- まおい学びのさと小学校 - 学校法人学びのさと自由が丘学園が運営する小学校で、2023年4月に開校した。施設は2020年3月に閉校した町立北長沼小学校を利用している[11][12]。

## 交通

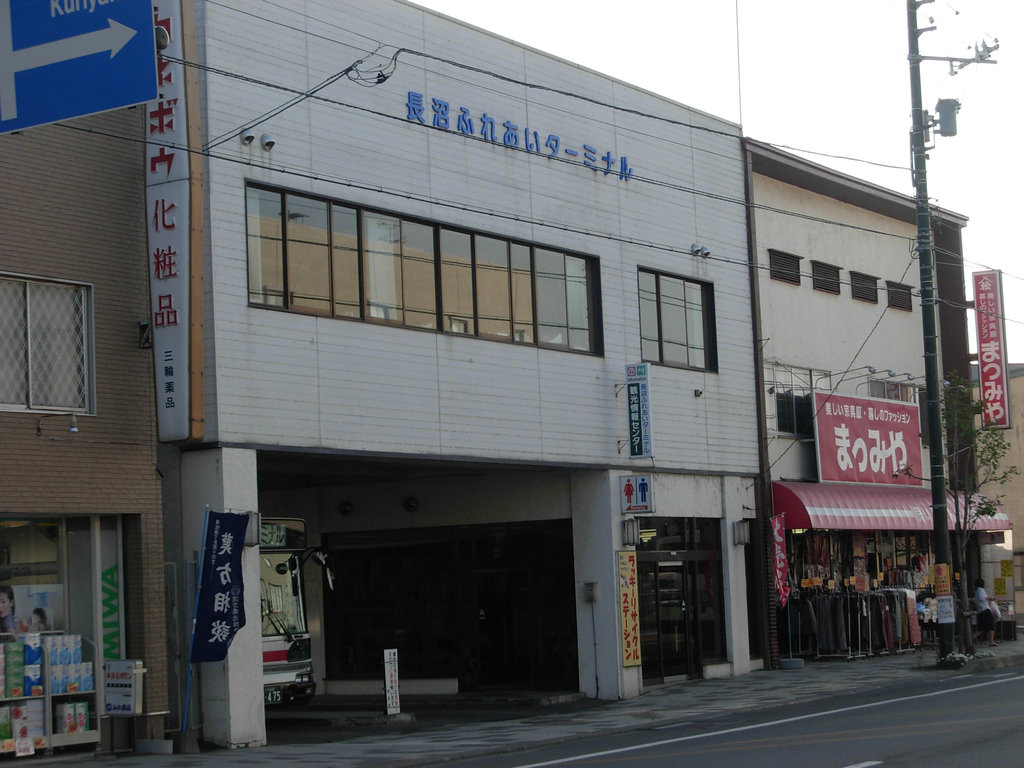
長沼ふれあいターミナル

### 鉄道
町内に鉄道路線は通っていない。鉄道の最寄り駅は、JR北海道室蘭本線由仁駅および千歳線北広島駅。

#### 廃止路線
かつて、町の北部を東西に夕張鉄道が走っていた。
- 町内には双葉駅・北長沼駅・中央農試前駅の3駅があった。
- 跡地の一部は空知南部広域農道（きらら街道）となっている。

### バス
- ジェイ・アール北海道バス - 長沼線（2022年3月31日までは長沼営業所を設置。2022年4月1日から北広島営業所）
- 北海道中央バス - 岩見沢長沼線
- 長沼町営バス - JR北海道バスおよび北海道中央バスの廃止路線を引き受けて運行している。

夕張鉄道（夕鉄バス）の乗り入れ（札幌急行線など）は2023年（令和5年）10月1日廃止。

### タクシー
- 高田モータース

### 道路
- 一般国道
  - 国道274号
  - 国道337号
- 都道府県道
  - 北海道道3号札幌夕張線
  - 北海道道45号恵庭栗山線
  - 北海道道226号舞鶴追分線
  - 北海道道451号北長沼停車場線
  - 北海道道694号北長沼由仁線
  - 北海道道870号幌内三川停車場線
  - 北海道道967号馬追原野北信濃線
  - 北海道道1008号夕張長沼線
  - 北海道道1009号長沼南幌線
  - 北海道道1056号江別長沼線
  - 北海道道1080号栗山北広島線
- 道の駅
  - マオイの丘公園

## 名所・旧跡・観光スポット・祭事・催事

### 町の文化財
- 12区B遺跡出土の異形環状土器
- 幌内西村遺跡出土の壺形土器
- 勇獅子舞 - 長沼町勇獅子舞保存会

### 公園・運動施設
- 長沼総合公園
- 北長沼水郷公園
- 舞鶴スポーツ公園
  - はらっぱスタジアム：長沼町が土地を貸与し元プロ野球選手の斎藤佑樹が建設した少年少女向けの球場[14][15]
- 長沼町運動広場
- 中央長沼水泳プール
- 北長沼スキー場
- 長沼町武道館
- スポーツセンター
- 室内ゲートボール場

### 観光
- ながぬま温泉（国民保養温泉地）
- 馬追丘陵（マオイの丘）
- 馬追運河（マオイの運河）
- 道の駅マオイの丘公園
- マオイオートランド
- ハイジ牧場

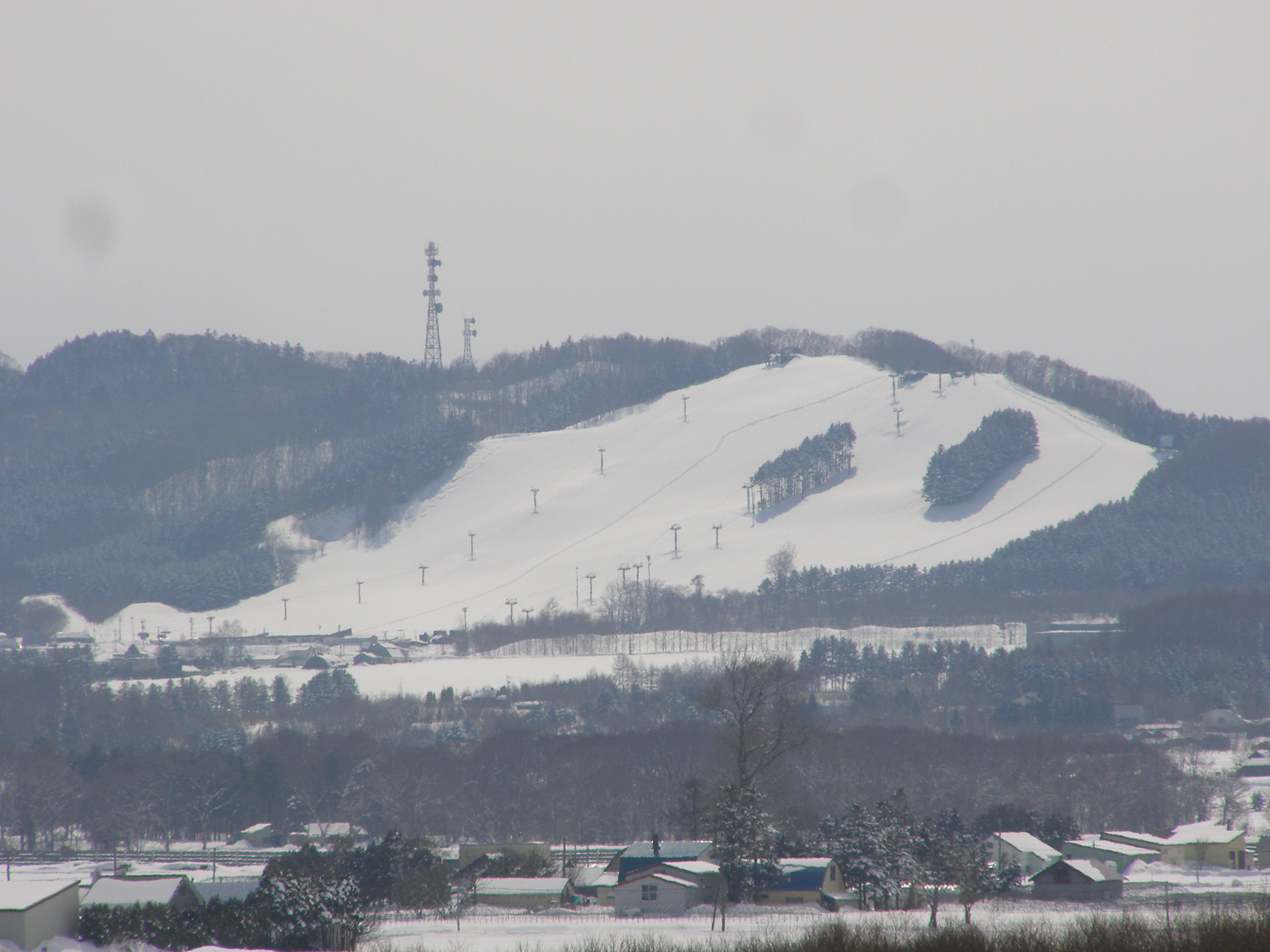
長沼スキー場
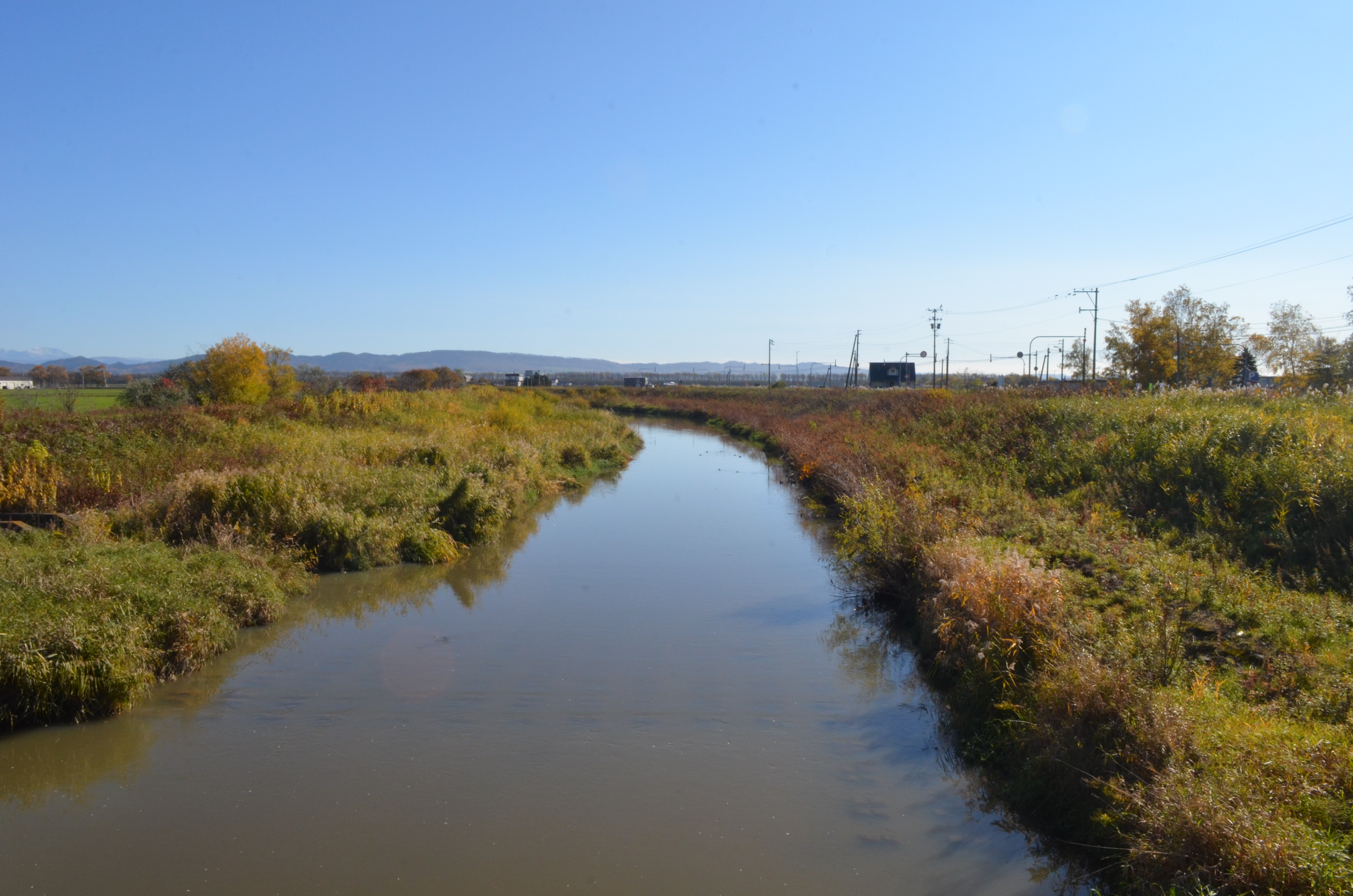
馬追運河
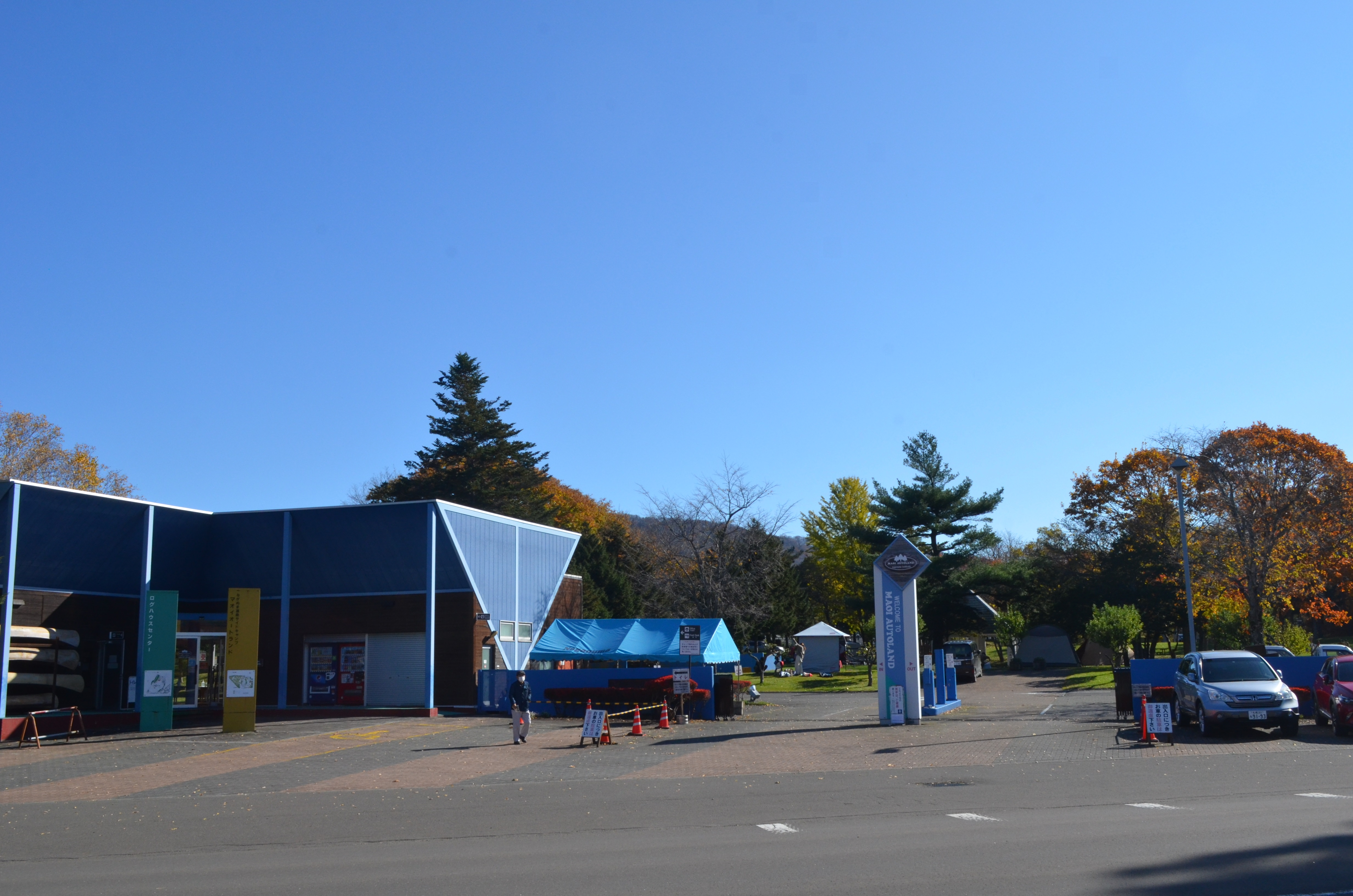
マオイオートランド
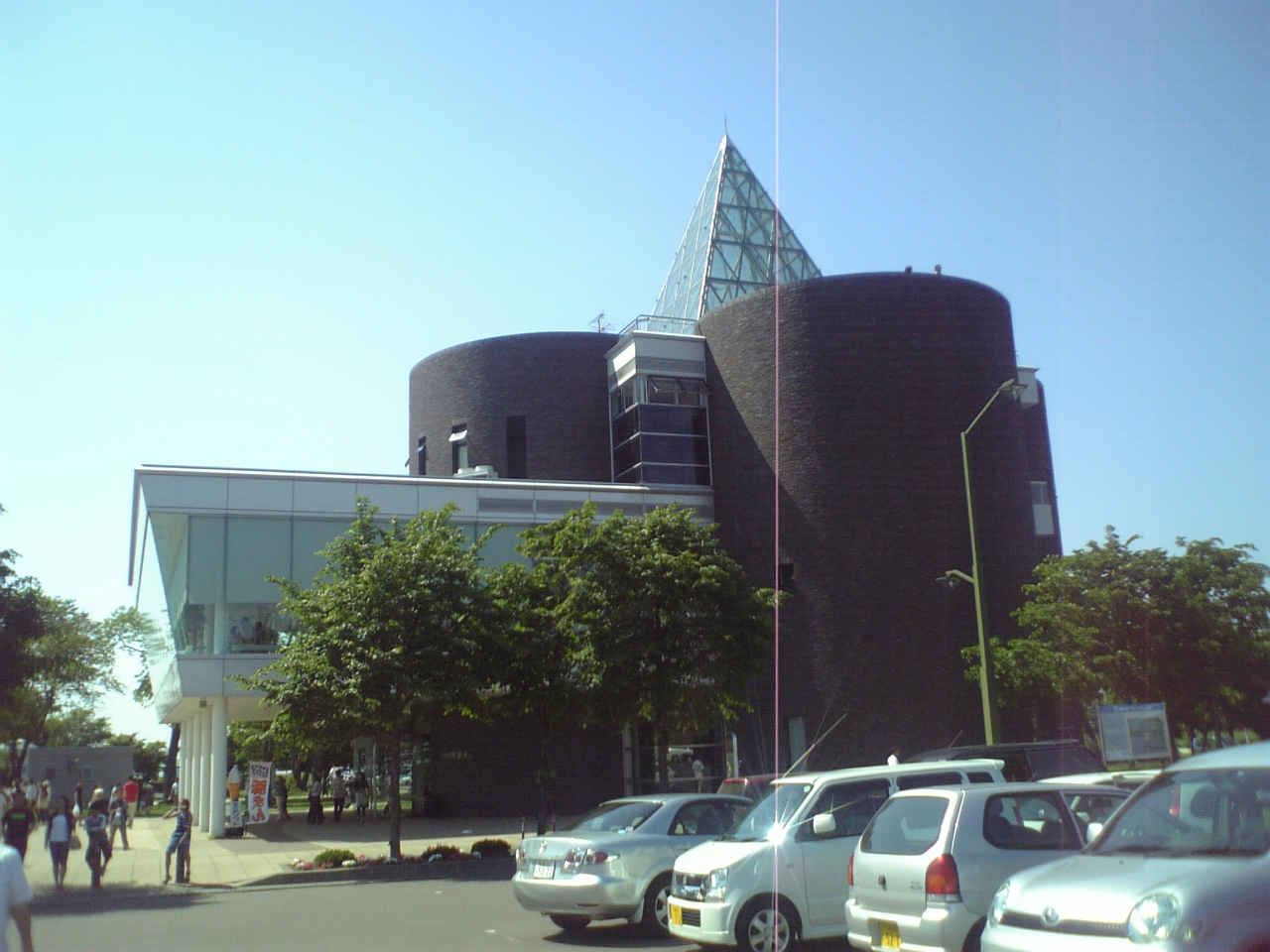
道の駅マオイの丘公園

### 祭事
- マオイ夢祭り（8月）長沼町総合公園
- 夕やけ市（5月 - 9月、第4土曜日）長沼町本通商店街[16]

### 名物
- 味付けジンギスカン

## 著名な出身者
- 板谷利雄 - 政治家・町長（1988年から2008年まで）
- 長見義三 - 小説家
- 菅原浩志 - 映画監督
- 林譲治 - 小説家
- 野呂栄太郎 - マルクス経済学者、元日本共産党委員長
- 山田勇男 - 映画監督
- 夕張源太 - プロレスラー

## ゆかりのある人物
- 西部邁（経済学者、評論家）※両親の出身地
- 横路孝弘（政治家、元衆議院議員・北海道知事）※野呂栄太郎の甥で、母親（野呂の妹）が長沼町出身

### 町の沿革
- 長沼町ホームページ まおいネット 「長沼町移住計画」 まちの歴史